# Barbora Tomešová
Barbora Tomešová (* 8. November 1986 in Liberec) ist eine ehemalige tschechische Biathletin.
Barbora Tomešová, in Jablonec nad Nisou lebende Studentin, begann 2002 mit dem Biathlonsport. Die von Karel Soukal trainierte Athletin von KBL SG Jablonec nad Nisou gehört seit 2003 zum tschechischen Nationalkader. Tomešová begann ihre Karriere 2004 bei den Junioren-Weltmeisterschaften im Sommerbiathlon in Obertilliach mit dem Gewinn der Bronzemedaille im Massenstartrennen. Zu Beginn der Wintersaison 2004/05 debütierte die Tschechin auch im Junioren-Europacup. Der Saisonhöhepunkt, die Junioren-Weltmeisterschaft 2005 erbrachte keinen nennenswerten Ergebnisse. Diese erreichte sie mit Rang neun im Einzel 2006 bei der Junioren-WM in Presque Isle. Mit der Staffel wurde sie wie 2008 in Martell Achte mit der Staffel. In Sprint und Verfolgung erreichte sie in beiden Jahren Ergebnisse zwischen 30 und 40. Ihre letzten internationalen Juniorenrennen fanden wie schon die ersten im Rahmen der Sommer-WM statt. In Otepää verpasste Tomešová als Sprint-Vierte im Crosslauf eine weitere Medaille.
Zur Saison 2007/08 startete Tomešová erstmals im Biathlon-Europacup. Beste Ergebnisse ihrer ersten Saison waren Resultate unter den besten 20. In Ruhpolding konnte sie 2008 auch ihr Debüt im Biathlon-Weltcup feiern und 83. im Sprint werden. Einen Einsatz hatte sie bei den Biathlon-Europameisterschaften 2008 in Nové Město na Moravě. Bei den kontinentalen Titelkämpfen wurde sie 51. der Verfolgung. Gute Ergebnisse, unter anderen das erste einstellige Resultat, brachte auch die Saison 2008/09 im IBU-Cup. Gut verliefen auch die Sommerbiathlon-Europameisterschaften 2009 in Nové Město. Tomešová wurde 15. im Sprint, Sechste im Massenstart und gewann gemeinsam mit Zdeňka Vejnarová, Luboš Schorný und Jaroslav Soukup die Silbermedaille im Mixedstaffel-Wettbewerb.
Tomešová gehörte zum Beginn der Saison 2009/10 zum Aufgebot Tschechiens für den Weltcup und kam nun immer häufiger zum Einsatz. Die Teilnahme an den Olympischen Winterspielen 2010 in Vancouver verpasste sie jedoch. Beim Weltcup im finnischen Kontiolahti 2010 konnte Tomešová als 37. im Sprint ihre ersten Weltcuppunkte gewinnen und sich gleichzeitig erstmals für eine Verfolgungsrennen qualifizieren. Dort verpasste sie als 41. um einen Rang einen weiteren Punktegewinn, den sie als 40. des Sprints am Holmenkollen in Oslo gewann und in der Weltcup-Gesamtwertung schließlich 97. wurde. Gute Ergebnisse erreichte sie auch bei den Biathlon-Europameisterschaften 2010 in Otepää. Bestes Ergebnis wurde ein vierter Platz im Verfolgungsrennen, nachdem sie zuvor im Sprint 13. wurde. Im Einzel erreichte sie Rang elf, mit der Staffel wurde Tomešová Zehnte. Bei den Biathlon-Weltmeisterschaften 2010 in Chanty-Mansijsk wurde sie beim Saisonfinale an der Seite von Gabriela Soukalová, Michal Šlesingr und Jaroslav Soukup siebte des Mixed-Rennens. Die Weltcup-Saison 2010/11 brachte mit einem 22. Rang im Sprint von Pokljuka eine neue persönliche Bestleistung.
Nach dem Ende der Saison 2015/16 beendete sie ihre Karriere als aktive Biathletin. Ihr letztes Rennen bestritt sie bei Weltcup in Chanty-Mansijsk im März 2016, nach drei Schießfehlern erreichte sie im Sprint den 69. Platz. 

## Biathlon-Weltcup-Platzierungen
Die Tabelle zeigt alle Platzierungen (je nach Austragungsjahr einschließlich Olympische Spiele und Weltmeisterschaften).
- 1.–3. Platz: Anzahl der Podiumsplatzierungen
- Top 10: Anzahl der Platzierungen unter den ersten zehn (einschließlich Podium)
- Punkteränge: Anzahl der Platzierungen innerhalb der Punkteränge (einschließlich Podium und Top 10)
- Starts: Anzahl gelaufener Rennen in der jeweiligen Disziplin
- Staffel: inklusive Mixed- und Single-Mixed-Staffeln

| Platzierung         | Einzel | Sprint | Verfolgung | Massenstart | Staffel | Gesamt |
| ------------------- | ------ | ------ | ---------- | ----------- | ------- | ------ |
| 1. Platz            |        |        |            |             |         |        |
| 2. Platz            |        |        |            |             |         |        |
| 3. Platz            |        |        |            |             |         |        |
| Top 10              |        |        |            |             | 7       | 7      |
| Punkteränge         | 6      | 8      | 3          |             | 18      | 35     |
| Starts              | 13     | 37     | 12         |             | 18      | 80     |
| Stand: Karriereende |        |        |            |             |         |        |